# 李明金
李明金（1938年8月—），男，汉族，安徽萧县人，中华人民共和国政治人物，曾任中共青海省委常委、组织部部长，青海省人大常委会副主任。